# Lipjan
Lipjan (albanisch auch Lipjani, serbisch Липљан Lipljan) ist eine Kleinstadt im Zentrum des Kosovo und Amtssitz der gleichnamigen Gemeinde.

## Name
Auf Albanisch heißt die Stadt Lipjan in der unbestimmten Form und Lipjani in der bestimmten Form. Ebenfalls sind die Namensvarianten Lypjan bzw. Lypjani gebräuchlich. Der serbische Name lautet Lipljan (kyrillische Schreibweise: Липљан). Im Türkischen wird die Stadt Liplan genannt.
Der Ortsname geht unmittelbar auf die nahe gelegene römische Stadt Ulpiana zurück. Jedoch hat sich im Slawischen aus dem ul- kein o- entwickelt, wovon anhand entsprechender Lautregeln auszugehen wäre (wie Ulcinium > altserbisch Ocinj), vielmehr wurde das Toponym – in einer Zwischenstufe Lьplꙗnь (Lьpljanь oder L(i)pljanj), aus älter Ъlpjan – durch die Slawen volksetymologisch mit lipa (deutsch „Lindenbaum“) identifiziert und daran angepasst. Der Akzent spricht gegen eine direkte Herleitung aus lipa.

## Geographie
Lipjan liegt im südlichen Teil des Amselfeldes, der zentralen Ebene des Kosovo. Die Hauptstadt Pristina ist im Norden rund dreizehn Kilometer entfernt, die Großstadt Ferizaj im Süden rund siebzehn Kilometer.
Durch das Gemeindegebiet verläuft eine wichtige Schienenverbindung, die regelmäßig von Personen- und Güterzügen der Hekurudhat e Kosovës (Kosovo-Eisenbahn) bedient wird. Ab Fushë Kosova gibt es weiterführende Anschlussstrecken u. a. zur Hauptstadt Pristina.

## Geschichte
Unweit der heutigen Stadt lag in der Antike die römische Stadt Ulpiana. Die Römer benannten die dardanische Siedlung nach dem römischen Kaiser Marcus Ulpius Trajanus, bekannt als Trajan, unter dessen Herrschaft das Römische Reich seine größte Ausdehnung erlebte. In der ersten Hälfte des 2. Jh. Wurde die Siedlung als municipium Ulpianum, res publica Ulpiana mit dem römischen Stadtrecht ausgestattet.

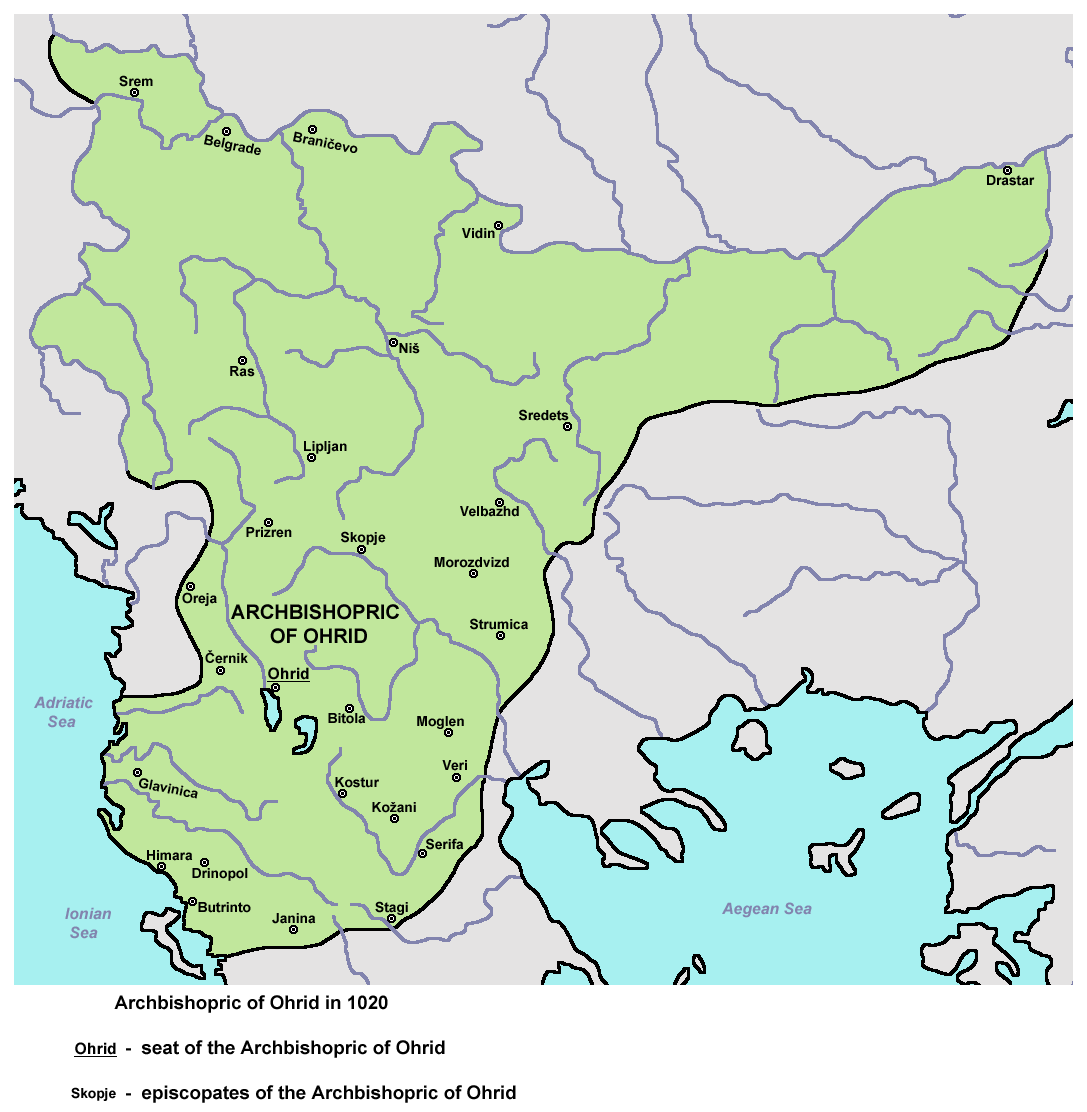
Erzbistum von Ohrid mit seinen Bischofssitzen um 1019

Im Jahr 1018 wird der Ort als Λιπαίνιον (Lypenion) in einem griechischen Text erwähnt. Darin wird die Stadt dem bulgarischen Erzbistum Ohrid zugeordnet.
Zu Beginn des 14. Jahrhunderts gründete der serbische König Stefan Uroš II. Milutin (1282–1321) das serbisch-orthodoxe Kloster Gračanica als Sitz für den Bischof von Lipljan. Im Juli 2006 wurde es in die Liste des UNESCO-Weltkulturerbes aufgenommen.
Im Spätmittelalter hatte Lipljan innerhalb des serbischen Staates große Bedeutung und blieb auch nach der Eroberung Kosovos durch die Osmanen 1455 eine größere Ortschaft. Im Zuge des Großen Türkenkrieges Ende des 17. Jahrhunderts wurde Lipljan entvölkert und Ende des 18. Jahrhunderts neu gegründet.
Im Verlauf des Kosovokrieges fand unweit des Ortes in Klečka über einen Zeitraum von mehreren Tagen im Juli 1998 das Massaker von Klečka statt, bei dem
22 serbische Zivilisten mutmaßlich durch Mitglieder der albanischen paramilitärischen Organisation UÇK ums Leben kamen. In Sllovi, einem Dorf in der Nähe von Lipjan, ereignete sich am 15. April 1999 das Massaker von Sllovi, bei dem 31 albanische Zivilisten ermordet wurden. In Staro Gracko, einem weiteren Dorf, ereignete sich am 13. Juli 1999 das Massaker von Staro Gracko, bei dem vierzehn serbische Bauern getötet wurden.

## Bevölkerung
In Lipjan leben 6870 Einwohner (Volkszählung 2011). Davon sind 5864 (85,36 %) Albaner, 518 (7,54 %) Roma und Aschkali, 452 (6,58 %) Serben, 8 Bosniaken, 6 Goranen sowie 3 Türken. 13 Personen gaben eine andere ethnische Zugehörigkeit an.

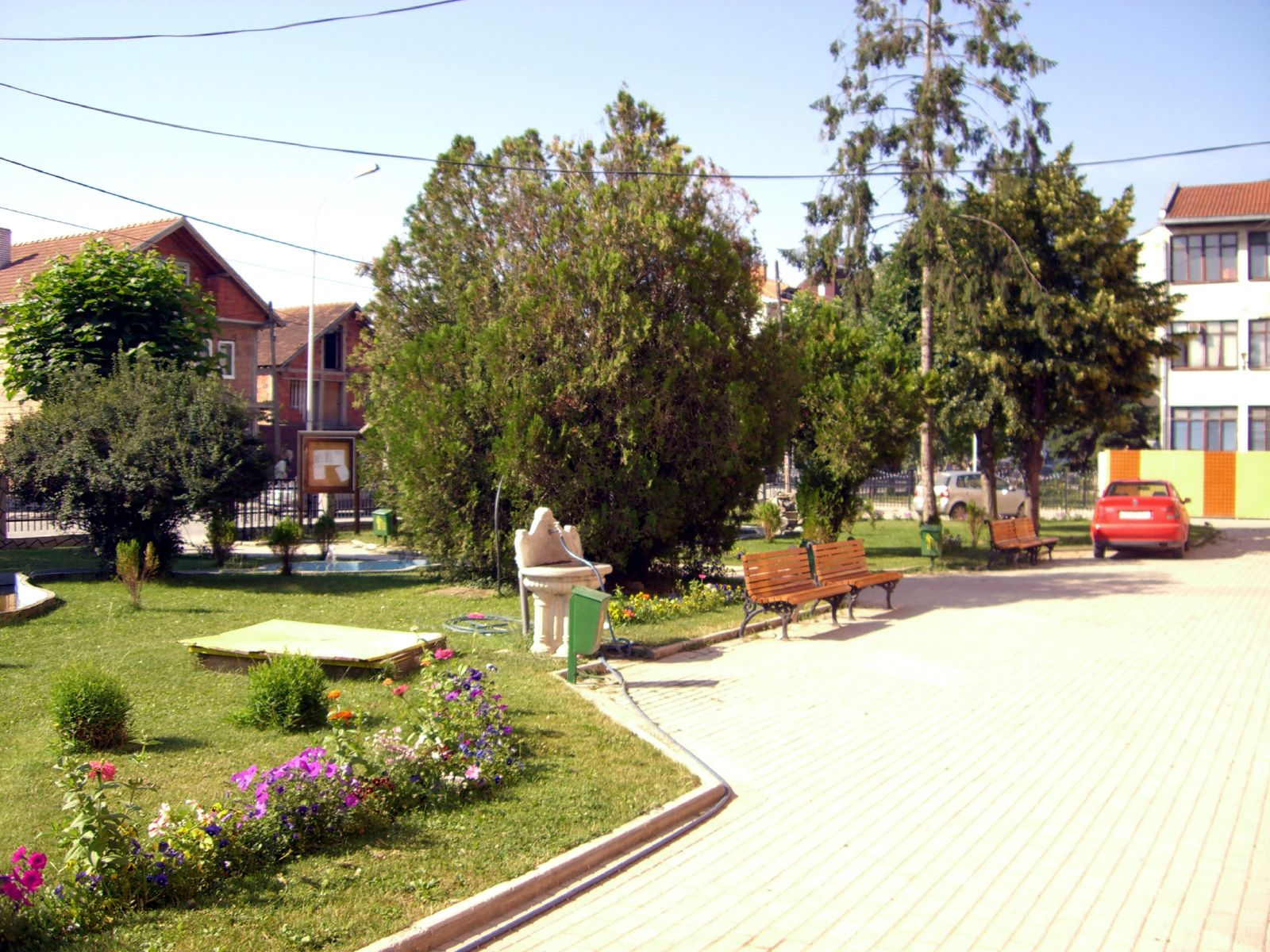
Stadtpark in Lipjan

| Volkszählung | 1948 | 1953 | 1961 | 1971 | 1981 | 1991 | 2011 |
| ------------ | ---- | ---- | ---- | ---- | ---- | ---- | ---- |
| Einwohner    | 1479 | 1759 | 2415 | 4238 | 6065 | 9047 | 6870 |

## Verkehr

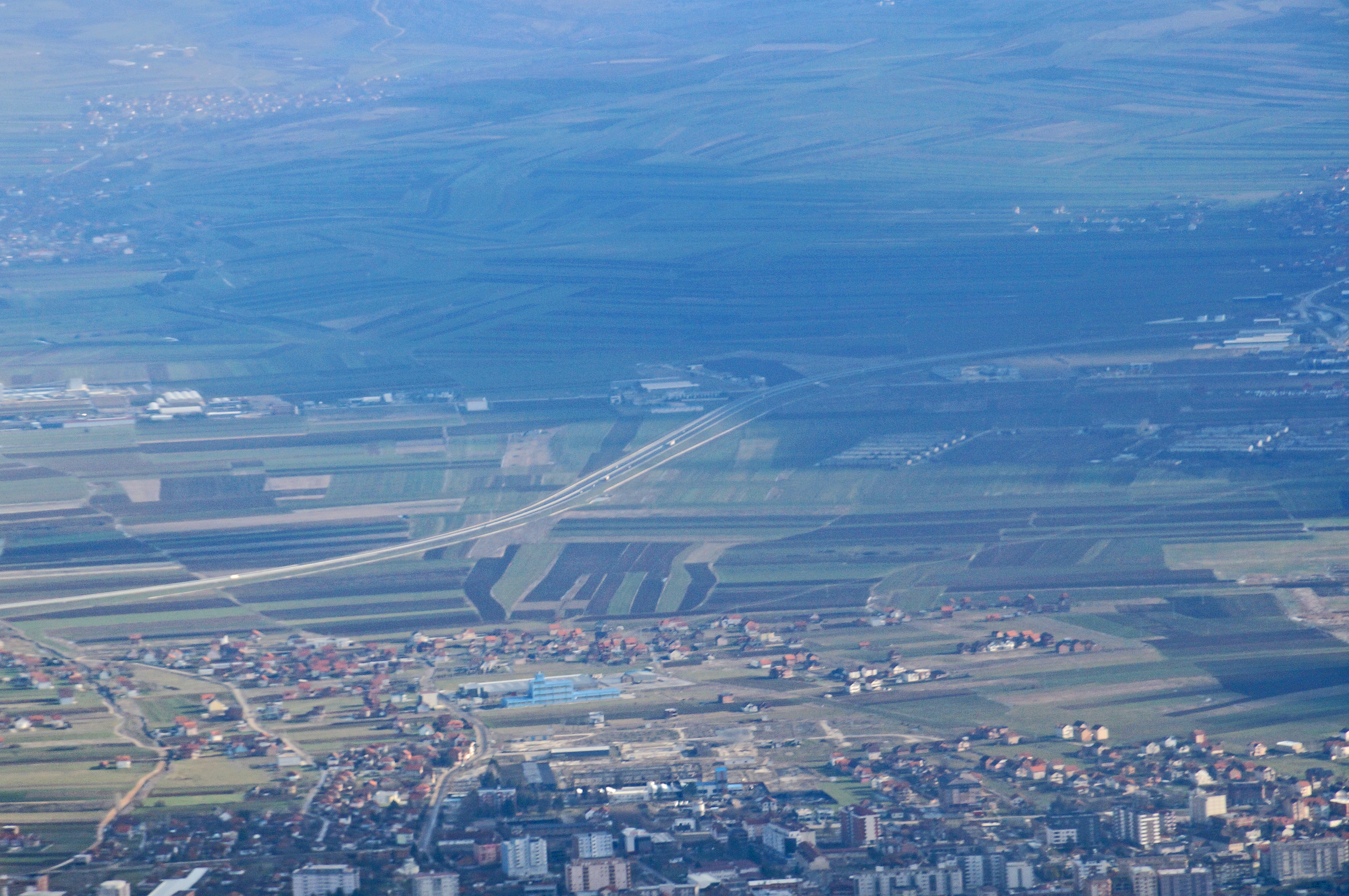
Die Autobahn östlich von Lipjan

In einer Länge von 20 Kilometern wurde am 31. Dezember 2016 die Autostrada R 6 von Pristina über Lipjan nach Babush i Muhaxherëve für den Verkehr freigegeben.

## Wirtschaft
Seit Ende des Kosovokrieges hat sich in Lipjan viel Gewerbe angesiedelt, es dominieren Kleingewerbe, Handel und Dienstleistungen. Vor allem die Bauwirtschaft hat hierdurch an Bedeutung gewinnen können.
Daneben befinden sich in Lipjan zwei größere Industriebetriebe: Eine als „Coca-Cola-Fabrik“ bekannte Getränkeabfüllung, die zwar keine Coca-Cola-Lizenz mehr besitzt, jedoch weiterhin eigene Softgetränke produziert; des Weiteren eine nicht mehr in Betrieb befindliche Kartonagenfabrik.

## Belege
1. ↑  Aleksandar Loma: Sloveni i albanci do XII veka u svetlu toponomastike. In: Stanovništvo slovenskog porijekla u Albaniji. Titograd 1990, S. 304, 306 (serbisch): „Lipljan je u srednjem veku bio L(i)pljanj < (ant. Ulpiana). [...] na Kosovu Lipljan umesto stsrp. Lьplꙗnь < Ulpiana.”
2. ↑  Aleksandar Loma: Toponimija Banjske hrisovulje. Belgrad 2013, S. 132–133: „Od
Льпљањ < *Lъpl’an- < *Ъlpjan- < lat. Ulpianum, Ulpiana“
3. ↑  Lipljan. In: mirjanadetelic.com. Abgerufen am 26. November 2020 (serbisch): „Stsrp. Lьpljanь kao neposredan refleks lat. imena Ulpiana (datog po rim. caru Marku Ulpiju Trajanu), današnji oblik paretimološki izvrnut prema lipa“
4. ↑  Petar Skok, M. Deanović, Ljudevit Jonke, Valentin Putanec: Etimologijski rječnik hrvatskoga ili srpskoga jezika. Jugoslavenska akademija znanosti i umjetnosti, 1971, ISBN 978-86-407-0064-1, S. 305 f. (archive.org [abgerufen am 7. Mai 2018]).
5. ↑  Collective: Greek Sources about Bulgarian History (GIBI), volume VI. Bulgarian Academy of Sciences Press, Sofia 1965, S. 44 (bulgarisch, griechisch).
6. ↑  Aleksandar Loma: Toponimija Banjske hrisovulje. Belgrad 2013, S. 133: „Lipljan se pominje kao episkopska stolica već 1019. u povelji kojom Vasilije II obnavlja Ohridsku arhiepiskopu: Λιπαίνιον“
7. ↑  Порекло презимена, насеље Липљан (КиМ). In: poreklo.rs. Abgerufen am 26. November 2020 (serbisch): „Иако је у српској средљевековној држави, а и раније,  Липљан имао велики значај, до Аустријско – Турских ратова крајем 17. и почетком 18. века био је велико село. У току ових ратова потпуно се раселило. Поново је основан крајем 18. века“
8. ↑  BBC: World: Europe - Serbs highlight ‚KLA atrocity‘ (engl.)
9. ↑  Ethnic composition of Kosovo 2011. In: pop-stat.mashke.org. Abgerufen am 1. Januar 2018.
10. ↑  Kosovo censuses. In: pop-stat.mashke.org. Abgerufen am 6. Mai 2018.
11. ↑  Kështu duket Autostrada “Arbën Xhaferi” (Foto). In: ekonomiaonline.com. Ekonomia Online, 31. Dezember 2016, abgerufen am 25. August 2017 (albanisch).
12. ↑  Martin Bock: Kosovo: Natur und Kultur zwischen Amselfeld und Albanischen Alpen. Trescher Verlag, 2017, ISBN 978-3-89794-386-5, S. 163 f. „Kleingewerbe, Handel und Dienstleistungen sind ebenfalls wichtig, bedeutend ist besonders die Bauwirtschaft, sie hat, wie Lipjan überhaupt, von der starken Gewerbeansiedlung im Amselfeld profitiert.“
13. ↑  Gail Warrander, Verena Knaus: Kosovo. Bradt Travel Guides, 2007, ISBN 978-1-84162-199-9, S. 141: „Lipjan is a simple town which had two main industries: the bottling factory (formerly known as the 'Coca-Cola factory') but which lost its Coca-Cola licence some time ago, but is now making other types of fizzy drinks; and the cardboard factory, which used to make boxes and packaging but is now abandoned.“